# Финал Кубка России по футболу 1999
Финал Кубка России по футболу 1998/1999 годов состоялся 26 мая 1999 года. Петербургский «Зенит» переиграл московское «Динамо» со счётом 3:1 и впервые стал обладателем Кубка России (Кубок СССР команда выигрывала один раз, в 1944 году).
Матч транслировался по ОРТ.

## Путь к финалу
| Зенит (Санкт-Петербург) | Зенит (Санкт-Петербург) | Зенит (Санкт-Петербург) | Этап        | Динамо (Москва)    | Динамо (Москва) | Динамо (Москва)    |
| ----------------------- | ----------------------- | ----------------------- | ----------- | ------------------ | --------------- | ------------------ |
| Соперник                | Место                   | Счёт                    |             | Соперник           | Место           | Счёт               |
| Сокол                   | В гостях                | 2:2 (по пен. 4:1)       | 1/16 финала | Торпедо-ЗИЛ        | В гостях        | 7:0                |
| Жемчужина (Сочи)        | В гостях                | 4:1                     | 1/8 финала  | Алания             | Дома            | 1:0                |
| Ростсельмаш             | Дома                    | 2:0                     | 1/4 финала  | Сатурн (Раменское) | Дома            | 0:0 (доп. вр. 1:0) |
| ЦСКА                    | Дома                    | 1:0                     | 1/2 финала  | Ротор              | В гостях        | 2:2 (по пен. 7:6)  |

### «Зенит»
Свой путь к финалу кубка петербуржцы, как клуб высшего дивизиона, начинали с гостевого поединка в рамках 1/16 финала. Их соперниками стал саратовский «Сокол», в то время выступавший в Первом дивизионе. Уже на 16-й минуте «Зенит» проигрывал 0:2 (дублем за саратовцев отметился Владимир Лебедь), и такой счёт держался до самой концовки основного времени матча. Но на 87-й минуте Александр Бабий сократил отставание «Зенита» в счёте, а на 90-й минуте вышедший на замену в начале второго тайма Роман Максимюк сравнял счёт. Игра перетекла в дополнительное время, а затем и в серию пенальти. Два неудачных удара футболистов «Сокола» и отсутствие таковых у «Зенита» вывели последних в следующую стадию турнира. В 1/8 финала «Зенит» в гостях крупно обыграл сочинскую «Жемчужину» 4:1, занявшую в завершившемся тогда чемпионате России 13-е место. Эта игра была отмечена также грубой игрой и дракой, что привело к четырём удалениям (по 2 с каждой стороны).
В 1/4 финала «Зенит» принимал у себя клуб Высшего дивизиона «Ростсельмаш». В конце первого тайма петербуржцы получили преимущество в 2 мяча: сначала на 36-й минуте счёт открыл Игорь Зазулин, а спустя 7 минут отрыв увеличил Геннадий Попович. В этот же короткий отрезок между двумя голами уместилось и удаление на 41-й минуте за грубую игру защитника «Зенита» Андрея Кондрашова. Численное преимущество не принесло «Ростсельмашу» преимущества, и матч так и завершился со счётом 2:0. В полуфинале «Зенит» сразился с ЦСКА на своём стадионе «Петровский». На 51-й минуте армейцы остались в меньшинстве из-за удаления Алексея Савельева, а на 77-й минуте единственный мяч в поединке забил Геннадий Попович, который и вывел «Зенит» в финал Кубка России.

### «Динамо»
«Динамо» в рамках 1/16 финала не оставило шансов (7:0) московскому «Торпедо-ЗИЛ» на Стадионе им. Э. А. Стрельцова, который тогда лидировал в зоне Запад Второго дивизиона. Хет-трик в матче сделал нигерийский нападающий Лаки Изибор. В 1/8 финала «Динамо» принимало у себя владикавказскую «Аланию» и одержало минимальную победу 1:0, на 77-й минуте отличился нападающий Олег Терёхин.
В четвертьфинале «Динамо» встречалось дома с раменским «Сатурном», в то время дебютировавшим в Высшем дивизионе. Основное время матча закончилось без забитых мячей, а в дополнительное гол Максима Ромащенко на 100-й минуте вывел «Динамо» в полуфинал. На следующей стадии турнира «Динамо» сразилось в Волгограде с «Ротором». Основное время матча закончилось со счётом 2:2. Сначала хозяева вышли вперёд на 15-й минуте, затем Ролан Гусев на 29-й сравнял счёт, а Денис Клюев после перерыва вывел «Динамо» вперёд. Через 6 минут Денис Зубко восстановил статус-кво в матче, который сохранился до конца основного и дополнительного времени. В последовавшей серии пенальти также долгое время сохранялось равенство пока Илья Бородин не сумел пробить вратаря динамовцев Евгения Плотникова.

## Ход финального матча
«Зенит» и московское «Динамо» во второй раз встречались в рамках финала в истории кубков СССР и России. В финале Кубка СССР в 1984 году динамовцы выиграли у «Зенита» со счётом 2:0 в дополнительное время.
Встреча проходила на столичном стадионе «Лужники» в присутствии 20 тысяч зрителей при пасмурной погоде. На 26-й минуте при подаче со штрафного Максима Ромащенко Николай Писарев выигрывает борьбу у игрока «Зенита» Константина Лепёхина и выводит «Динамо» вперёд 1:0. На перерыв команды так и ушли при минимальном преимуществе динамовцев.
Отрезок второго тайма с 57-й по 66-ю минуту полностью перевернул ход игры и решил судьбу титула. Сначала Александр Панов, одним касанием оставивший не у дел двух игроков «Динамо», сравнивает счёт в мачте. Затем он же, спустя 2 минуты, ворвавшись в штрафную, обыгрывает вратаря Евгения Плотникова и забивает в пустые ворота. Точный удар в ближнюю девятку Романа Максимюка на 66-й минуте вывел петербуржцев вперёд. На 89 минуте Игорь Зазулин, стартовав со своей половины поля, убежал один на один с Плотниковым, но его остановил Островский, получивший красную карточку за фол последней надежды. Выполнявший штрафной Кобелев обманул вратаря, но в ворота не попал. «Зенит» стал первой командой не из Москвы, завоевавшей Кубок России. Александр Панов показал блестящую игру за 10 дней до знаменитого матча сборной России против французов на «Стад де Франс».

## Отчёт о матче
| Зенит                        | 3:1   | Динамо (Москва) |
| ---------------------------- | ----- | --------------- |
| Панов 55′ 58′ · Максимюк 66′ | Отчёт | Писарев 23′     |

| ЗЕНИТ:           |    |                    |     |     |
|                  |    |                    |     |     |
| Вр               | 1  | Роман Березовский  |     |     |
| Зщ               | 2  | Александр Бабий    |     |     |
| Зщ               | 3  | Андрей Кондрашов   |     |     |
| Зщ               | 4  | Саркис Овсепян     | 48' |     |
| Зщ               | 5  | Алексей Игонин     | 34' |     |
| Зщ               | 6  | Юрий Вернидуб      |     |     |
| ПЗ               | 14 | Константин Лепёхин |     |     |
| ПЗ               | 8  | Александр Горшков  |     |     |
| ПЗ               | 10 | Роман Максимюк     |     | 76' |
| Нап              | 9  | Геннадий Попович   | 63' | 68' |
| Нап              | 11 | Александр Панов    |     |     |
| Запасные:        |    |                    |     |     |
| Вр               | 16 | Вячеслав Малафеев  |     |     |
| ПЗ               | 7  | Борис Горовой      |     |     |
| ПЗ               | 13 | Денис Угаров       |     |     |
| ПЗ               | 15 | Сергей Осипов      |     |     |
| ПЗ               | 17 | Андрей Кобелев     |     | 76' |
| Нап              | 12 | Сергей Герасимец   |     |     |
| Нап              | 18 | Игорь Зазулин      |     | 68' |
| Главный тренер:  |    |                    |     |     |
| Анатолий Давыдов |    |                    |     |     |

| ДИНАМО:         |    |                      |     |     |
|                 |    |                      |     |     |
| Вр              | 1  | Евгений Плотников    |     |     |
| Зщ              | 15 | Денис Клюев          |     |     |
| Зщ              | 3  | Андрей Островский    | 89' |     |
| Зщ              | 4  | Александр Точилин    | 70' |     |
| ПЗ              | 5  | Константин Головской | 51' |     |
| ПЗ              | 6  | Владислав Радимов    | 73' |     |
| ПЗ              | 7  | Сергей Гришин        |     | 63' |
| ПЗ              | 8  | Ролан Гусев          |     |     |
| ПЗ              | 9  | Николай Писарев      |     | 53' |
| ПЗ              | 10 | Максим Ромащенко     |     |     |
| Нап             | 11 | Олег Терёхин         |     |     |
| Запасные:       |    |                      |     |     |
| Вр              | 12 | Андрей Саморуков     |     |     |
| Защ             | 17 | Андрей Булатов       |     |     |
| Защ             | 18 | Всеволод Журавлёв    |     |     |
| ПЗ              | 2  | Александр Кульчий    |     | 53' |
| ПЗ              | 13 | Роман Кагазежев      |     |     |
| Нап             | 14 | Лаки Изибор          |     | 63' |
| Нап             | 15 | Александр Попович    |     |     |
| Главный тренер: |    |                      |     |     |
| Георгий Ярцев   |    |                      |     |     |